# Ètica discursiva
L'ètica discursiva o ètica del discurs es refereix a un classe d'argumentació que intenta establir veritats normatives o ètiques examinant els pressupòsits del discurs. S'han utilitzat variacions d'aquest argument tant en l'establiment de l'ètica igualitària com de l'ètica llibertariana.

## Habermas i Apel
Els filòsofs alemanys Jürgen Habermas i Karl-Otto Apel són considerats els creadors de l'ètica discursiva contemporània. L'ètica del discurs d'Habermas és l'intent d'explicar les implicacions de la racionalitat comunicativa en l'esfera de la comprensió moral i la validesa normativa. Es tracta d'un esforç teòric complex per a reformular les idees fonamentals de l'ètica deontològica kantiana en termes de l'anàlisi de les estructures comunicatives. Això significa que es tracta d'un intent d'explicar el caràcter universal i obligatori de la moral evocant les obligacions universals de la racionalitat comunicativa. També és una teoria moral cognitivista, fet que significa que sosté que la justificació de la validesa de les normes morals es pot fer d'una manera anàloga a la justificació dels fets. Tanmateix, tot el projecte s'emprèn com una reconstrucció racional de la visió moral. Pretén reconstruir les orientacions normatives implícites que guien els individus i accedir-hi mitjançant una anàlisi de la comunicació.

### Ètica del discurs públic
Aquest tipus d'ètica consisteix en el diàleg sobre idees en contextos socials o comunitaris caracteritzats per la diversitat de perspectives que requereixen una implicació pública reflexiva. Aquest discurs està format per visions diferents que ajuden a configurar el compromís del públic entre ell. Aquest tipus de discurs pretén protegir i promoure el bé públic. Perquè l'ètica del discurs públic tingui èxit ha d'haver-hi un nivell eficaç de civilitat entre les persones implicades. Ja Sigmund Freud va afirmar que «la civilització va començar la primera vegada que una persona enfadada va llançar una paraula en lloc d'una pedra», fet que continua esdevenint-se en la societat actual. Harvard Law Review examina amb precisió el discurs públic i l'explica d'una manera adequada i conceptualment precisa: «Tothom que publica un llibre es compromet al judici del públic, i qualsevol pot comentar la seva actuació. Siguin quins siguin els seus mèrits, els altres tenen dret a jutjar-los, a censurar-los si són censurables i a convertir-los en ridícul si són ridículs». Perquè l'ètica del discurs públic sigui productiva, cal que hi hagi responsabilitat a l'escenari públic. Sense acte de responsabilitat l'ètica del discurs ja no és vàlida i no pot continuar. La responsabilitat pública consta de tres factors bàsics:
- Una diversitat d'idees
- Un compromís en la presa de decisions públiques
- El propòsit de continuar una pràctica o un motiu per a canviar la pràctica

Finalment, l'ètica del discurs públic imposa una gran responsabilitat als individus: contínuament han de fer-se preguntes i trobar respostes. No sempre tindran raó però sempre seran capaços de prendre una decisió positiva al final.

### Pressupòsits
Habermas sosté que la validesa normativa no es pot entendre separada dels procediments argumentatius utilitzats en la pràctica quotidiana, com els que s'utilitzen per resoldre qüestions relatives a la legitimitat de les accions i la validesa de les normes que regeixen les interaccions. Fa aquesta afirmació fent referència a les dimensions de validesa vinculades als actes de parla en la comunicació i a les formes implícites d'argumentació que impliquen des d'un punt de vista pragmàtic. La idea bàsica és que la validesa d'una norma moral no es pot justificar en la ment d'un individu aïllat que reflexiona sobre el món. La validesa d'una norma només es justifica intersubjectivament en processos d'argumentació entre individus en un pla dialèctic. La validesa d'una reclamació de correcció normativa depèn de la comprensió mútua aconseguida pels individus en l'argument.
Immanuel Kant va extreure principis morals de les necessitats obligades a un subjecte racional que reflexionava sobre el món. Habermas extreu els principis morals de les necessitats obligades als individus implicats en la justificació discursiva de les pretensions de validesa, dels pressupòsits ineludibles de la comunicació i l'argumentació. Aquests pressupòsits són els tipus d'idealització que els individus han de fer per tal que, fins i tot, comenci la comunicació i l'argumentació:
- El pressupòsit que els participants en l'intercanvi comunicatiu estan utilitzant les mateixes expressions lingüístiques de la mateixa manera
- El pressupòsit que cap argument rellevant és suprimit o exclòs pels participants
- El pressupòsit que no s'exerceix cap força excepte la del millor argument
- El pressupòsit que tots els participants estan motivats només per la preocupació pel millor argument

També hi ha pressupòsits únics en el discurs:
- El pressupòsit que tothom estarà d'acord amb la validesa universal de la reivindicació tematitzada
- El pressupòsit que tothom és capaç de parlar, té dret a participar i té el mateix dret a introduir nous temes o expressar actituds, necessitats o desitjos
- El pressupòsit que cap afirmació de validesa estarà exempta, en principi, de l'avaluació crítica en l'argumentació

Tot això es troba al centre de la teoria moral de Habermas. L'ètica del discurs de Habermas intenta destil·lar el punt de vista moral idealitzat que acompanya un procés d'argumentació perfectament racional (també idealitzat), que seria el principi moral implicat pels pressupòsits enumerats anteriorment. El punt clau és que els pressupòsits d'argumentació i comunicació que han estat reconstruït racionalment per Habermas són alhora fàctics i normatius. Això es pot dir de tot el seu projecte perquè intenta de manera explícita salvar la distància entre l'«és» i l'«hauria». Habermas s'ocupa del reconeixement mutu i l'intercanvi de rols i perspectives que exigeix la condició pròpiament estructural de l'argumentació racional. Sosté que el que està implicat en aquests pressupòsits de fet de la comunicació és l'estructura profunda de les normes morals, les condicions que tota norma vàlida ha de complir.

### Universalització
Els pressupòsits de la comunicació expressen una obligació universal de mantenir un judici imparcial en el discurs, que obliga a tots els afectats a adoptar les perspectives de tots els altres en l'intercanvi de raons. Habermas n'extreu el següent principi d'universalització (U), que és la condició que ha de complir tota norma vàlida:
(U) Tots els afectats poden acceptar les conseqüències i els efectes secundaris que es pot preveure que l'observança general [de la norma] tingui per a la satisfacció dels interessos de tothom, i les conseqüències es prefereixen a les de les possibilitats alternatives de regulació conegudes.
Això es pot entendre com l'estructura profunda de totes les normes morals acceptables, i no s'ha de confondre amb el principi de l'ètica del discurs (D), que pressuposa que existeixen normes que compleixen les condicions especificades per (U).
(D) Només poden pretendre ser vàlides aquelles normes que compleixin (o puguin complir) amb l'aprovació de tots els afectats en la seva qualitat de participants en un discurs pràctic.
Les implicacions de (U) i (D) són força profundes. (U) pretén ser una reconstrucció racional del punt de vista moral imparcial al nucli de totes les teories morals cognitivistes. Segons els cognitivistes morals (com Kant o John Rawls) és només des d'aquest punt de vista moral que es pot obtenir una visió de les obligacions impersonals reals d'una voluntat general, perquè aquesta perspectiva alleuja les decisions de les imprecisions dels interessos personals. Per descomptat, la reconstrucció d'Habermas és diferent perquè és intersubjectiva. És a dir, Habermas (a diferència de Kant o Rawls) formula el punt de vista moral tal com sorgeix de les múltiples perspectives dels afectats per una norma en consideració. El punt de vista moral explicat a (U) no és propietat d'un subjecte individual sinó propietat d'una comunitat d'interlocutors, resultat d'un complex procés dialògic d'assumpció de rols i intercanvi de perspectives. A més, (U) es dedueix d'una reconstrucció racional del pressupòsit de la comunicació, que rebaixa el fort transcendentalisme de l'ètica kantiana en establir una base en els processos de comunicació interiors del món.
D'altra banda (D) és un principi sobre la manera en què les normes que s'ajusten a (U) s'han de justificar mitjançant el discurs. De nou, Habermas treu del cap de l'individu aïllat la tasca de la reflexió moral i la lliura als processos intersubjectius de comunicació. El que proposa (D) és que els principis morals s'han de validar en el discurs real i que els que es veuran afectats per una norma han de poder participar en l'argumentació sobre la seva validesa. Cap experiment mental pot substituir un intercanvi comunicatiu amb altres sobre les normes morals que els afectaran. A més, aquesta prescripció general sobre el tipus de discurs necessari per a la justificació de les normes morals obre el procés de deliberació moral al tipus d'aprenentatge que acompanya una orientació fal·libilista. (U) i (D) són catalitzadors d'un procés d'aprenentatge moral, que encara que fal·lible no és relatiu. Les idees reals dels participants en l'intercanvi comunicatiu es refracten a través de les directrius universals explicades a partir de les estructures profundes de comunicació i argumentació. Això engendra discursos amb una trajectòria racional, que es fonamenten en les circumstàncies particulars dels implicats però que tenen com a objectiu una validesa moral universal.

### Aplicacions pràctiques
Les aplicacions pràctiques de l'ètica discursiva van donar un gir significatiu després de la publicació del llibre de Habermas Between facts and norms (1992), en què la seva aplicació a la democràcia i al procés legislatiu es va refinar i ampliar substancialment. Abans d'aquesta obra, Habermas havia deixat oberta la qüestió de les diverses aplicacions de la teoria del discurs a gairebé qualsevol tipus de grup orientat al consens com els parlaments polítics o altres espais orientats al consens que es troben a les institucions públiques o privades de caràcter internacional com la Viquipèdia. 